# Cremna bipuncta
Cremna bipuncta är en fjärilsart som beskrevs av Adalbert Seitz 1917. Cremna bipuncta ingår i släktet Cremna och familjen Riodinidae. Inga underarter finns listade i Catalogue of Life.